# Australoheros facetus

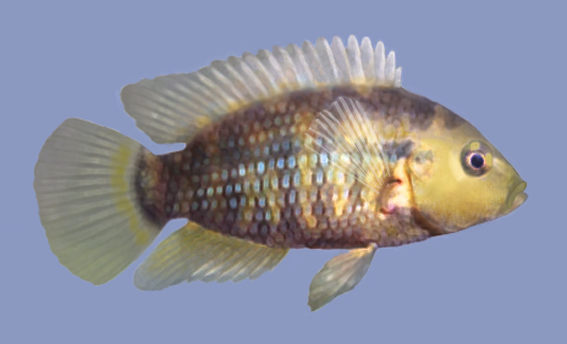
Australoheros facetus

Australoheros facetus és una espècie de peix de la família dels cíclids i de l'ordre dels perciformes.

## Morfologia
- Els mascles poden assolir els 19,3 cm de longitud total.[3]
- Forma ovalada, arrodonida, de cos alt i que dona la sensació de robustesa.
- Presenta 15 espines dorsals.
- Hi predominen els tons grocs amb els grisos-verdosos i negres, canviant segons el seu estat d'ànim. Té, a més, 9 franges verticals de color negre.
- Presenta dimorfisme sexual: els mascles són més grans i compten amb aletes més punxegudes i acolorides, especialment en l'època de reproducció.[4]

## Distribució geogràfica
Es troba a Sud-amèrica: riu Paranà (Argentina) i rius costaners d'Uruguai i Rio Grande do Sul (Brasil). Ha estat introduït en el sud de Portugal i de l'Estat espanyol (riu Ardila, afluent del riu Guadiana).

## Vida en captivitat

### Aigua
El seu pH ha d'estar entre 6.5-7.5.

### Hàbitat
Se sent còmode en un aquari a partir dels 100 litres, amb pedres planes, troncs i plantes robustes.

### Temperatura
Aquest peix, al seu hàbitat original, està adaptat a suportar mínimes a l'hivern que poden baixar dels 8 °C i màximes a l'estiu que superen els 30 °C. En aquaris és aconsellable mantenir-lo entre 18 i 26 °C i, si és possible, oferir-li diferents estacions climàtiques al llarg de l'any d'acord amb les que té en el seu hàbitat natural, ja que, així, guanya en salut i redueix el seu metabolisme, la qual cosa es tradueix en una major esperança de vida.

### Alimentació
Menja preferentment aliment viu, tot i que també accepta insectes, trossos de carn, quelcom de plantes aquàtiques (Egeria (Elodea), enciam, etc.), farinetes i escates de peix (entre 2-3 vegades a la setmana). El seu aliment natural és Jenynsia multidentata i Jenynsia lineata, els quals són vivípars prolífics.

### Reproducció
Necessita pedres on realitzar la posta, la qual és molt nombrosa: supera amb escreix els 400 ous. En formar-se la parella, aquesta allunyarà a tot intrús de la zona i la femella, preferentment, començarà a netejar la pedra escollida per fer la posta. Alhora, el mascle desenvolupa unes ratlles negres i la zona immediatament inferior de la seua boca esdevé negra fins a les aletes ventrals. Ambdós progenitors tenen cura de la posta i la ventilen fins al moment de l'eclosió (al cap de 72-96 hores). Després de néixer, és la femella qui, normalment s'encarrega d'agafar les larves amb la seua boca i traslladar-les de lloc. Les larves, al quart o cinquè dia, hauran absorbit llurs sacs vitel·lins i serà el moment de subministrar-les artèmies.

## Comportament
- És un peix relativament pacífic, sempre que no hagi de compartir el seu espai amb espècies molt més petites que ell. Així, pot compartir un aquari sense problemes amb Gymnogeophagus meridionalis, Crenicichla lepidota, Ancistrus i Hypostomus plecostomus.
- És conflictiu quan s'hi formen parelles, ja que aquestes assetjaran la resta de la població, sobretot en aquaris menors de 200 litres.[4]

## Observacions
Fou la segona espècie de cíclid en ser exportada a Europa i la primera a ser reproduïda en captivitat gràcies a l'alemany Ludwig Slaby l'any 1894.